# Sorède

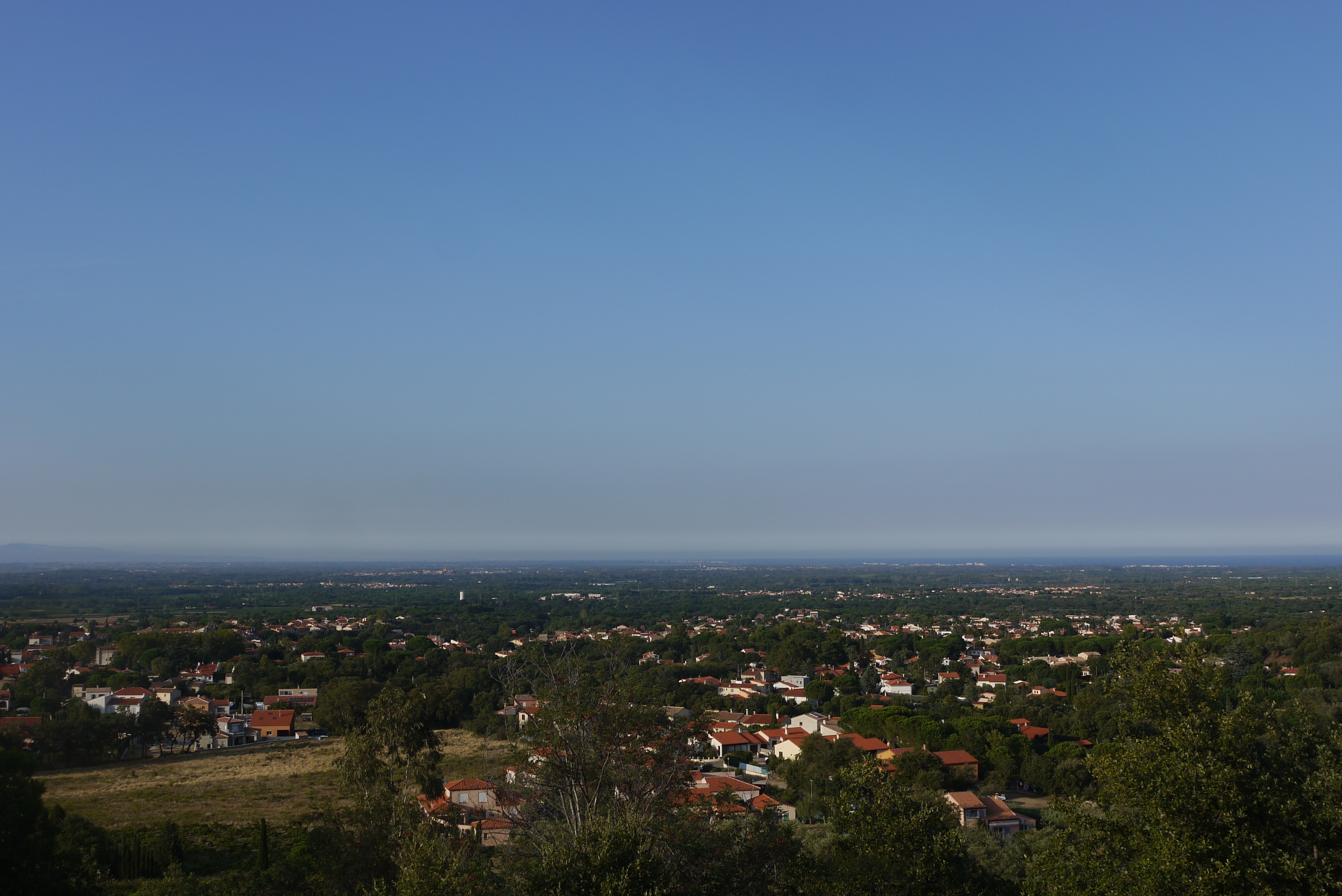
Vista de cima da comuna

Sorède(em catalão: Sureda), é uma comuna francesa, situada no departamento dos Pirenéus Orientais, na região administrativa de Occitânia. A comuna tem 2970 habitantes (2007) e ocupa uma área de 34,5 km2, distribuídos entre os 38 m de altitude no vale de La Fargue e os 1257 m de altitude no pico do Néoulous.